# سونالي كولكارني
سونالي كولكارني هي ممثلة هندية، ولدت في 3 نوفمبر 1974 ببونه في الهند. من الجوائز التي نالتها National Film Award – Special Jury Award (non-feature film) ‏ سنة 2001.

## أعمال

### أفلام
- (2000) مهمة كشمير
- (2001) ديل شاهتا هاي

## جوائز وترشيحات
جوائز
- National Film Award – Special Jury Award (non-feature film) [الإنجليزية]‏ (2001)

ترشيحات
- جائزة فيلم فير لأفضل ممثلة في دور ثانوي، عن عمل: مهمة كشمير (2001)

## وصلات خارجية
- سونالي كولكارني على موقع IMDb (الإنجليزية)
- سونالي كولكارني على موقع ألو سيني (الفرنسية)
- سونالي كولكارني على موقع أول موفي (الإنجليزية)
- سونالي كولكارني على موقع قاعدة بيانات الأفلام السويدية (السويدية)
- سونالي كولكارني على موقع قاعدة بيانات الفيلم (الإنجليزية)
- سونالي كولكارني على موقع كينوبويسك (الروسية)